# Mars 1907

## Événements
- Canada : les Wanderers de Montréal remportent la coupe Stanley contre les Thistles de Kenora.

- 2 mars : le roumain Traian Vuia installé en France fait à Paris un bond de 90 mètres à trois mètres d'altitude sur un avion de sa fabrication.

- 5 mars, Russie[1] : réunion de la seconde Douma (Douma rouge ou Douma des extrêmes).

- 6 mars : William Pugsley devient premier ministre du Nouveau-Brunswick.

- 8 mars, France : la grève des électriciens parisiens plonge la capitale dans le noir.

- 11 mars, France : pour protester contre la crise viticole, un groupe de vignerons du Minervois, menés par Marcelin Albert, fondent le « comité d'Argeliers », marquant le début de la grande révolte vigneronne du Midi.

- 12 mars, France : explosion du Iéna (cuirassé) dans le port de Toulon qui fait 37 blessés dont l’amiral Henri-Louis Manceron légèrement blessé et 118 morts dont sept officiers.

- 15 mars : en Finlande, le parti social-démocrate remporte les élections législatives. Pour la première fois en Europe et dans l'Empire russe (dont la Finlande faisait partie), des femmes sont élues députés.

- 16 mars : Charles Voisin réalise un vol de 60 mètres sur un appareil de type « Voisin ». Après Clément Ader, c'est le deuxième vol en avion pour un Français en France.

- 18 mars : l'état d'urgence est proclamé en Roumanie en raison de la grande révolte paysanne de la faim, commencée le 21 février 1907. Le mouvement qui ne sera étouffé qu'en avril et la répression fera 11 000 victimes.

- 22 mars : l’avocat britannique d'origine indienne Mohandas Gandhi lance un mouvement de résistance en Afrique du Sud contre les mesures discriminatoires d’enregistrement des Asiatiques.

- 23 mars[2] : contraint par la France, le royaume du Siam restitue par traité les provinces de Battambang et d’Angkor au Cambodge alors sous protectorat français.

- 24 mars : en raison de la révolte paysanne, le gouvernement conservateur roumain démissionne et le libéral Dimitrie Sturdza dirige la répression avec le général Alexandru Averescu au ministère de la guerre. L’artillerie est utilisée contre les villages rebelles : une quasi-guerre civile ensanglante le pays.

## Naissances
- 4 mars : Maria Branyas Morera, doyenne de l’humanité espagnole († 19 août 2024).
- 9 mars : Mircea Eliade, écrivain roumain († 22 avril 1986).
- 10 mars : Romain Gijssels, coureur cycliste belge († 31 mars 1978).
- 11 mars : Félicien Vervaecke, coureur cycliste belge († 31 octobre 1986).
- 12 mars : Émile Bewing, coureur cycliste luxembourgeois († 31 août 1998).
- 17 mars : Jean Van Houtte, homme politique belge († 23 mai 1991).
- 20 mars : Hugh MacLennan, auteur († 7 novembre 1990).
- 23 mars : Daniel Bovet, médecin d'origine suisse (Prix Nobel de médecine 1957) († 8 avril 1992).
- 24 mars : Paul Sauvé, politicien († 2 janvier 1960).
- 27 mars : Mary McShain, bienfaitrice américano-irlandaise († 2 décembre 1998).
- 28 mars : Jacques Morisson, joueur professionnel français de hockey sur glace († 8 février 1964).

## Décès
- 11 mars : Jean Casimir-Perier ancien président de la République française.
- 14 mars : Édouard Toudouze, peintre français (° 24 juillet 1848).
- 18 mars : Marcellin Berthelot, chimiste, physicochimiste, biologiste, épistémologue et homme politique français (° 25 octobre 1827).
- 19 mars : Émile Mauchamp, médecin français (° 3 mars 1870).
- 20 mars : Louis Adolphe Billy, homme politique fédéral provenant du Québec.
- 23 mars : Constantin Pobiedonostsev, homme politique russe.

31 mars : Léo Taxil, écrivain français anticlérical puis antimaçon.